# Metalqui
La isla Metalqui o Metalque es un pequeño islote rocoso en la costa noroccidental de la isla Grande de Chiloé, en la comuna chilena de Ancud, Región de Los Lagos. Forma parte del Parque Nacional Chiloé y durante el verano alberga la colonia de lobos de mar (Otaria flavescens), la más grande del país. En la isla dan a luz a sus crías y se aparean nuevamente. Para acceder a Metalqui se debe contar con la autorización de la Corporación Nacional Forestal.